# Mosese Tuisawau
Ratu Mosese Varasikete Tuisawau, né le 26 mars 1926 et mort le 24 novembre 2000, est un homme politique fidjien.

## Biographie
Fils illégitime de Ratu George Tuisawau, qui est le Roko Tui (grand chef autochtone) de la province de Rewa et le Roko Tui Dreketi (en) (chef suprême de la confédération Burebasaga qui rassemble les yavusa (tribus) du sud et de l'ouest de l'île de Viti Levu), il est le demi-frère des grandes cheffes Ro Lala Mara et Ro Teimumu Kepa,,.
Il est l'un des rares chefs autochtones à adhérer au Parti de la fédération nationale (PFN), parti qui représente principalement les agriculteurs indo-fidjiens ; il devient le directeur de la rédaction du journal du parti, Pacific Review, et en 1968 intègre l'équipe de direction du parti,. Les Fidji, colonie britannique, accèdent à l'indépendance en 1970, et le Sénat est alors créé ; six sièges y sont réservés pour des personnes choisies par le chef de l'opposition parlementaire, Siddiq Koya (chef du PFN), et ce dernier fait de Ratu Mosese un sénateur. Quelques mois plus tard, il est le candidat malheureux du parti pour une élection législative partielle en décembre 1970 dans la circonscription électorale ethnique autochtone couvrant la province de Rewa et la ville de Suva. Premier autochtone à être candidat pour le PFN à une élection législative, il est battu, recueillant 40,3 % des voix. Il quitte le Sénat en 1976 pour se joindre au Parti nationaliste fidjien (en), parti ethno-nationaliste autochtone mené par Sakeasi Butadroka. Ratu Mosese devient l'adjoint de ce dernier, et donc le numéro deux du parti, même s'il prend ses distances par rapport à la rhétorique raciste anti-indienne de son chef.
Il est néanmoins conseiller du gouvernement Bavadra, gouvernement de coalition de gauche (incluant le PFN) issu des élections législatives de 1987. Le gouvernement est renversé après seulement un mois par le premier des coups d'État de 1987 aux Fidji. En juin 1988, Ratu Mosese est inculpé pour complot, accusé d'être l'un des organisateurs de l'importation illégale aux Fidji d'armes à feu en provenance de Tchécoslovaquie via le Yémen du Nord, et soupçonné de vouloir organiser un contre-coup d'État pour restaurer le gouvernement légitime,. Il est acquitté par la Haute Cour en juillet 1990, jugement confirmé par la Cour d'Appel en février 1991.
Candidat du Parti nationaliste aux élections législatives de 1992, il est élu député de la circonscription ethnique autochtone couvrant la province de Nadroga-Navosa, et entre à la Chambre des représentants. Aux élections législatives anticipées de 1994, c'est comme candidat indépendant, sans étiquette, qu'il conserve son siège de député. 
Son fils Ro Filipe Tuisawau s'engage dans le parti d'extrême-droite Alliance conservatrice au début du XXIe siècle, et devient ministre des Travaux publics en 2022,.